# Fábrica del Esparto
La Fábrica del Esparto (en valenciano, Fàbrica de l'Espart) es un antiguo molino hidráulico ubicado en la partida de Les Jovades en el municipio de Potríes (Valencia). Recibe también los nombres de Molino del Ángel (Molí de l'Àngel) y Fábrica de Parets.

## Contexto
El edificio originario aprovechaba las aguas de la acequia del Rebollet para accionar el mecanismo de la molienda. Hacia 1930 se modificó su uso, pasando a dedicarse a la transformación de esparto, actividad en la que también se utilizaba la fuerza motriz del agua.
Se sitúa junto al camino que une Potríes con Fuente Encarroz, cerca del barranco de Beniteixir, que separa ambos términos. Junto a la fábrica se inicia el Fil de les Jovades de Potríes, una derivación de la acequia del Rebollet. Hay junto a la fábrica un lavadero que comparte su nombre.

## Historia
Por la estructura y materiales empleados, se estima que el molino se construyó en el siglo XVII, o incluso antes. Consta que se usara como molino hasta la década de 1920, operando bajo el nombre de Molino del Ángel. En la década de 1930 se convirtió en fábrica de esparto.
Existían dos balsas donde se remojaban la planta, pero estas han desaparecido. Después del mojado, se transportaba a las montañas cercanas, donde se extendía para su secado. Una vez seco, se transportaba de nuevo a la fábrica donde se pasaba la fibra por unas mazas movidas por energía hidráulica, que prensaban y separaban la fibra vegetal.
La fibra de esparto era la materia prima para toda una serie de productos, entre los que destacaban los relacionadas con el comercio de cítricos, como las cuerdas (piola)empleadas para envolver las cajas de naranjas, o las maromas para barcos que se utilizaban en el puerto de Gandía, cuyo tráfico estaba en incremento en aquel momento. Otros productos de la fábrica eran estropajos y suelas de alpargata.

## Descripción

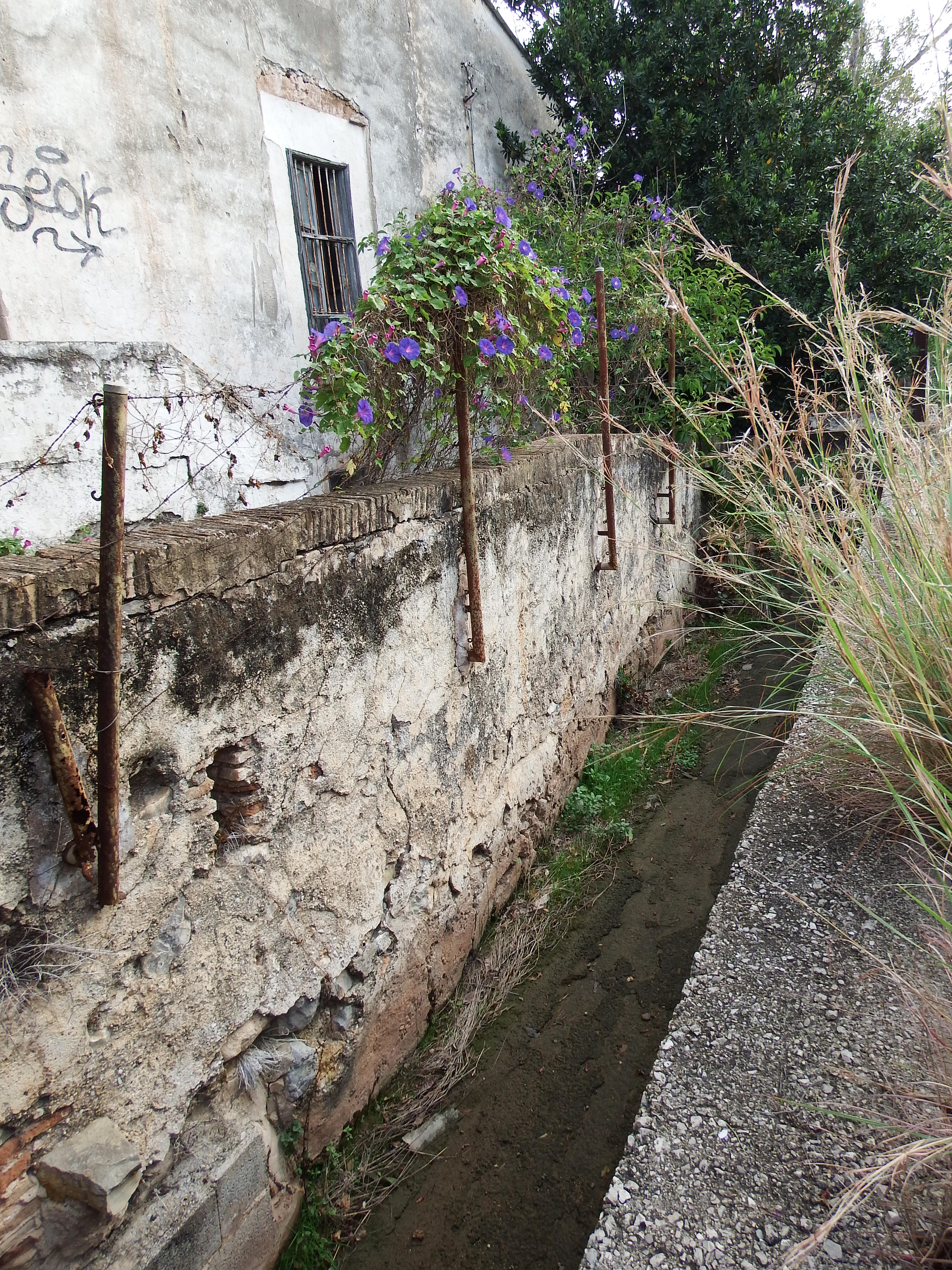
Acequia del Rebollet frente al molino

La fábrica está formada por dos edificios anejos, de planta rectangular, cubierta a dos aguas y comunicados entre sí. El más occidental servia como almacén, y se ha datado su construcción hacia la década de 1930. El edificio oriental procede de la construcción originaria, el antiguo molino harinero llamado "del Ángel".
El aparejo de esta construcción es de ladrillo macizo y abundante argamasa de cal (entrejuntas de 3 a 3,5 centímetros), siendo el resto del paramento de ladrillo y mampostería careada. Todo el muro está enlucido y recubierto con una lechada de cal, si bien en algunos puntos el enlucido se ha desprendido.
En el edificio oriental se distinguen dos partes. La meridional es la más antigua, mientras que la septentrional se añadió los años 1930. La primera parte presenta una amplia planta baja dividida en tres crujías, separadas por dos arcos de medio punto diafragmáticos, sobre pilares rectangulares. En la pared del fondo, que cierra la tercera crujía, se observa un arco muy rebajado inmerso en el muro. Esta planta baja se halla pavimentada con losetas rectangulares. Se accede a ella descendiendo por una escalera que queda en la fachada oriental. Sobre la planta baja se alzan dos forjados; en estos se distribuían las distintas dependencias domésticas del edificio y las oficinas.

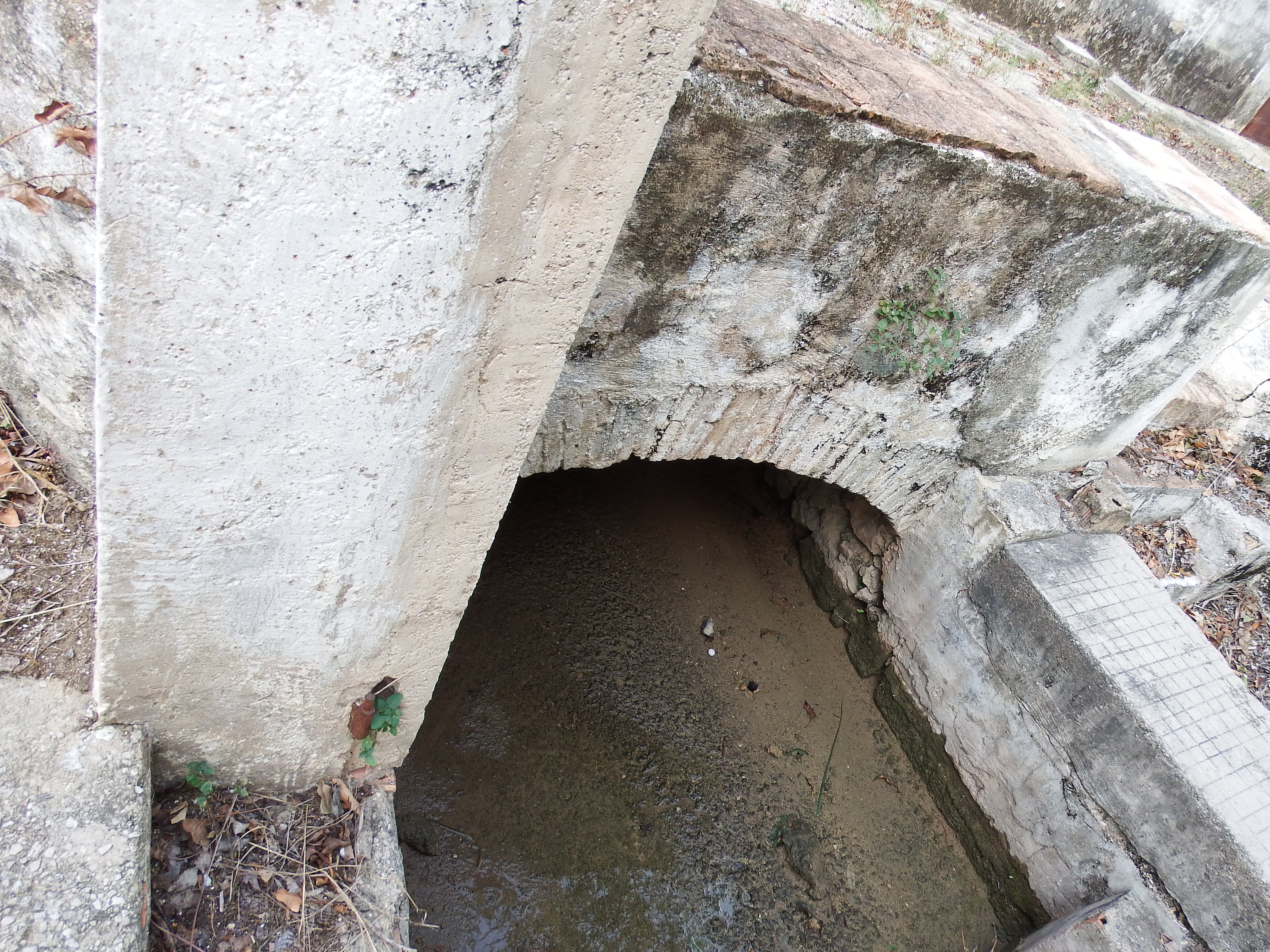
Lavadero

La fachada sur mide 25 metros de longitud por unos 5 de altura; la parte originaria viene a medir unos 12 metros de lado. La luz aproximada de los arcos interiores es de 4,80 m. El molino disponía de un cubo de 3 metros de salto, sin balsa, directamente de la acequia, dos ruedas y dos juegos de muelas. El edificio ocupa una superficie de unos 700 metros cuadrados.

### Catalogación
El molino-fábrica figura en la lista autonómica de bienes inmuebles de etnología. Además también figuran con sus propias fichas el lavadero adjunto y el tramo de la Acequia del Rebollet que discurre a lo largo del camino de Fuente Encarroz frente a la fábrica.